# 布瓦勒东
布瓦勒东（法語：Boisredon，法語發音：[bwaʁədɔ̃]）是法国滨海夏朗德省的一个市镇，位于该省南部偏东，属于容扎克区。

## 地理
布瓦勒东（45°18'51"N, 0°32'20"W）面积21.6 平方千米，位于法国新阿基坦大区滨海夏朗德省，该省份为法国西部滨海省份，北起旺代省，西临大西洋，南至吉倫特省，东南接多爾多涅省，东北接德塞夫勒省接壤，东临夏朗德省。
与布瓦勒东接壤的市镇（或旧市镇、城区）包括：库皮尼亚克、米朗博、苏布朗、普莱讷塞尔沃、圣帕莱、瓦勒德利韦讷。

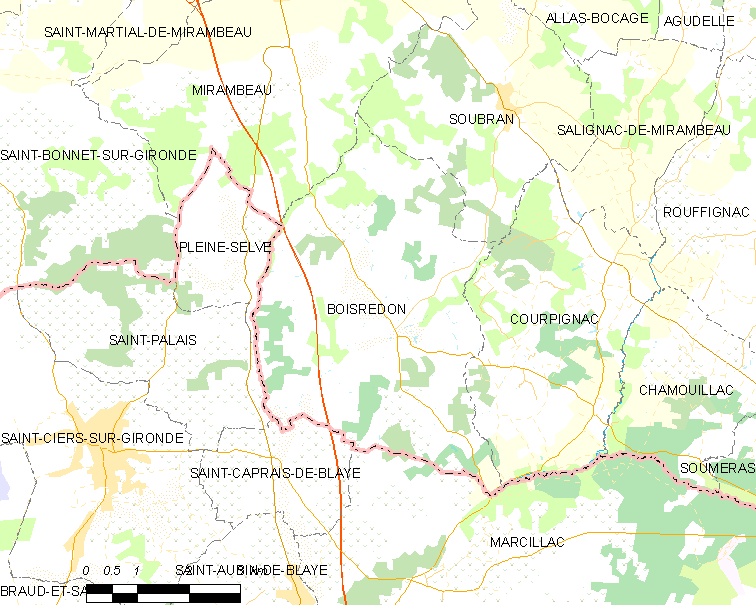
布瓦勒东的OSM定位图

布瓦勒东的时区为UTC+01:00、UTC+02:00（夏令时）。

## 行政
布瓦勒东的邮政编码为17150，INSEE市镇编码为17052。

## 政治
布瓦勒东所属的省级选区为蓬镇县。

## 人口

1962-2008年间布瓦勒东人口变化图示

布瓦勒东于2022年1月1日时的人口数量为713人。